# شيوخ العروب
شيوخ العروب قرية فلسطينية تقع على بعد 11 كم تقريبا شمال شرق مدينة الخليل. تقع في محافظة الخليل جنوب الضفة الغربية.

## التاريخ
إن تاريخ القرية يعود إلى عام 1850 م، حيث قدم بعض أجداد السكان الحاليين لقرية الشيوخ، والتي تبعد عدة كيلومترات عن قرية شيوخ العروب، وسكنوا في منطقة وادي العروب. وقد يكون اسم شيوخ العروب جاء نسبة إلى هؤلاء السكان الذين قدموا من قرية الشيوخ، وإلى اسم الوادي الذي استقر به هؤلاء السكان (وادي العروب)، ومع مرور الوقت سميت باسمها الحالي "شيوخ العروب".

## الجغرافيا
يحيط بقرية شيوخ العروب أراضي قرية سعير وحلحول وبيت أمر ومخيم العروب. يبلغ معدل ارتفاع القرية حوالي 800 متر فوق سطح البحر، وتبلغ مساحتها الكلية 700 دونماً، مساحة المنطقة المبنية فيها حوالي 150 دونماً.

## السكان
بلغ عدد السكان القرية المقدر في منتصف عام 2021م حسب الجهاز المركزي للإحصاء الفلسطيني حوالي 2153. تضم القرية عدداً من العائلات، منها: الحساسنة، الحلايقة، الوراسنة، العيايدة، العويضات. يشكل قطاع الزراعة ما نسبته 50% من نسبة الأيدي العاملة في القرية، و30% في قطاع الصناعة، خاصةً قطاع مناشير الحجر، وما تبقى في قطاعات مختلفة، وذلك حسب مسح ميداني أُجري في القرية عام 2007م.

## الأماكن الدينية والأثرية
يوجد في قرية شيوخ العروب مسجدان، هما: مسجد أويس القرني، ومسجد الصحابة.
كما يوجد أماكن تاريخية ومواقع أثرية منها: 1- البركة الرومانية القديمة: بنيت البركة على يد الرومان قبل ألفي عام تقريبا، وتسمى أيضًا بركة العروب، تبلغ الربكة حوايل 70 مرتاً طوالً و 50 مرتاً عرضا،ً ومتوسط ارتفاعها يبلغ 5 أمتار، وقد استخدمت خلال حقب زمنية مختلفة لتجميع المياه من ينابيع مخيم العروب والأمطار المتساقطة.
2- القناة الرومانية: بنيت القناة أيضاً في الفترة الرومانية، لتصل بين البركة الرومانية والقدس، لتزويد مدينة القدس بالمياه، بسبب نقص المياه فيها، زيادة عدد السكان، وسميت هذه القناة باسم قناة السبيل.

## قطاع الصحة
لا يوجد في قرية شيوخ العروب، الكثير من المؤسسات الصحية. حيث يوجد مركز أمومة ورعاية طفل واحد يؤمن الرعاية الصحية للأمهات والأطفال، بالإضافة إلى وجود عيادة طب أسنان واحدة. ولا يوجد أية خدمات صحية أخرى، مثل عيادات خاصة، صيدليات، سيارة إسعاف، أو مختبر طبي. وفي حالة الطوارئ يضطر السكان الذهاب إلى المستشفيات والمراكز الصحية الموجودة في مدينة الخليل، والتي تبعد حوالي 10.5كم عن القرية، أو إلى مدينة بيت لحم والتي تبعد حوالي 11.5كم عن القرية، الأمر الذي يزيد من معاناة المواطنين. ويعاني قطاع الصحة في قرية شيوخ العروب من نقص في عدد الأطباء، العيادات الصحية، ونقص في الأدوات والمعدات الطبية.

## إجراءات الاحتلال الإسرائيلي
تخضع قرية شيوخ العروب إلى إجراءات إغلاق متعددة تقوم بها قوات الاحتلال الإسرائيلية، حيث يوجد نقطتا تفتيش إسرائيليتان قرب القرية، بالإضافة إلى وجود حاجزين إسرائيليين، احدهما يقع على مدخل شمال مخيم العروب، والآخر يقع في جنوب القرية. وهذه الحواجز تعمل على تقييد حركة الناس، سواء أثناء خروجهم من القرية، أو دخولهم إليها، مما يعيق وصول مواطني القرية إلى العيادات، والخدمات الصحية، الموجودة في المناطق المجاورة، كما تشكل صعوبة أمام حركة المعلمين والطلاب في وصولهم إلى المدارس والجامعات، كما ويعيق المزارعين من الوصول إلى أراضيهم.

## وصلات خارجية
- ملف قرية شيوخ العروب، معهد الأبحاث التطبيقية - القدس (أريج)
- صورة جوية للقرية.